# مكي القلاف
مكي القلاف، (1937 - 29 مارس 2016)، ممثل ومذيع كويتي. يعتبر من أبرز مقدمين البرامج في إذاعة الكويت، قدم العديد من البرامج في إذاعة الكويت وبالإضافة إلى عمله كمذيع قدم في فترة من فترات حياته أعمالًا تمثيلية. 

## حياته الخاصة
هو أخ الممثل الراحل كاظم القلاف. تزوج من الفنانة الراحلة مريم الغضبان (1948 - 2004)، ولهما من الأبناء: عبد القادر وعبد العزيز ومنال ومها وعبد الوهاب. 

## وفاته
توفي في 29 مارس 2016 عن عمر يناهز 79 عاما.

## روابط خارجية
- مكي القلاف على موقع قاعدة بيانات الأفلام العربية